# Мирний (Варнавинський район)
Мирний (рос. Мирный) — селище в Варнавинському районі Нижньогородської області Російської Федерації.
Населення становить 1438 осіб. Входить до складу муніципального утворення Восходовська сільрада.

## Історія
Від 2009 року входить до складу муніципального утворення Восходовська сільрада.

## Населення
| 1999 | 2002  | 2010  |
| ---- | ----- | ----- |
| 498  | ↗1145 | ↗1438 |